# Aleksandr Makarov
Pour les articles homonymes, voir Makarov.
Aleksandr Fiodorovitch Makarov (en russe : Александр Фёдорович Макаров), né le 11 février 1951 à Kassimov, dans l'oblast de Riazan, en RSFS de Russie (Union soviétique) est un ancien athlète soviétique, spécialiste du lancer du javelot. Il fut médaillé olympique pour l'Union soviétique.

## Carrière
Aux Jeux olympiques de 1980 à Moscou, il remporta l'argent derrière son compatriote Dainis Kula.

## Palmarès

### Jeux olympiques d'été
- Jeux olympiques d'été de 1980 à Moscou ( Union soviétique)
  -  Médaille d'argent au lancer du javelot

### Championnats d'Europe d'athlétisme
- Championnats d'Europe d'athlétisme de 1982 à Athènes ( Grèce)
  - 6e au lancer du javelot